# Liste des voies de Joinville-le-Pont
Cette liste énumère les principales voies de Joinville-le-Pont.
- Haut – A
- B
- C
- D
- E
- F
- G
- H
- I
- J
- K
- L
- M
- N
- O
- P
- Q
- R
- S
- T
- U
- V
- W
- X
- Y
- Z

## A
- Allée Aimé-Césaire
- Avenue Alfred
- Avenue d'Alger
- Boulevard des Alliés
- Quai d’Anjou
- Villa Antony
- Avenue Arago
- Rue Aristide-Briand

- Haut – A
- B
- C
- D
- E
- F
- G
- H
- I
- J
- K
- L
- M
- N
- O
- P
- Q
- R
- S
- T
- U
- V
- W
- X
- Y
- Z

## B
- Boulevard des Bagaudes
- Quai du Barrage
- Rue Beaubourg
- Place de Bergisch-Gladbach
- Rue Bernier
- Quai de Béthune
- Avenue Bizet
- Rue de Blois
- Square Bourvil
- Impasse de Brétigny

- Haut – A
- B
- C
- D
- E
- F
- G
- H
- I
- J
- K
- L
- M
- N
- O
- P
- Q
- R
- S
- T
- U
- V
- W
- X
- Y
- Z

## C
- Avenue de Calais
- Avenue des Canadiens
- Place des Canadiens
- Rue Canrobert
- Place Casque-d'Or
- Impasse du Chalet
- Rue Chapsal
- Impasse Charles-Floquet
- Rue Charles-Floquet
- Rue Charles-Pathé
- Rue du Chemin-Creux
- Avenue Colbert
- Place de la Commune
- Avenue Coursault
- Avenue Courtin

- Haut – A
- B
- C
- D
- E
- F
- G
- H
- I
- J
- K
- L
- M
- N
- O
- P
- Q
- R
- S
- T
- U
- V
- W
- X
- Y
- Z

## D
- Avenue Dagoty
- Avenue de Diane

- Haut – A
- B
- C
- D
- E
- F
- G
- H
- I
- J
- K
- L
- M
- N
- O
- P
- Q
- R
- S
- T
- U
- V
- W
- X
- Y
- Z

## E
- Allée Edmée-Lheureux
- Rue de l'Égalité
- Rue de l'Église
- Rue de l'Élysée
- Rue Émile-Moutier
- Allée Émile-Zola
- Rue Étienne-Pégon
- Avenue de l'Étoile
- Villa de l'Étoile
- Rue Eugène-Voisin
- Boulevard de l'Europe

- Haut – A
- B
- C
- D
- E
- F
- G
- H
- I
- J
- K
- L
- M
- N
- O
- P
- Q
- R
- S
- T
- U
- V
- W
- X
- Y
- Z

## F
- Avenue des Familles
- Avenue Foch
- Rue de la Fraternité
- Rue des Frères-Lumière

- Haut – A
- B
- C
- D
- E
- F
- G
- H
- I
- J
- K
- L
- M
- N
- O
- P
- Q
- R
- S
- T
- U
- V
- W
- X
- Y
- Z

## G
- Quai Gabriel-Péri
- Rue Gabrielle
- Square de Gaulle
- Avenue du Général-Gallieni
- Place Georges-Defert
- Square Gérard-Philipe
- Avenue Gille
- Villa Gisèle
- Avenue Gounod
- Villa de la Grotte
- Allée des Guinguettes
- Avenue Guy-Môquet

- Haut – A
- B
- C
- D
- E
- F
- G
- H
- I
- J
- K
- L
- M
- N
- O
- P
- Q
- R
- S
- T
- U
- V
- W
- X
- Y
- Z

## H
- Chemin du Halage
- Rue Halifax
- Rue du Hameau
- Villa Helena
- Avenue Henri
- Rue Henri-Barbusse
- Allée Henri-Dunant
- Rue Henri-Vel-Durand
- Rue Hippolyte-Pinson
- Rue Hugédé
- Place 8-Mai-1945

- Haut – A
- B
- C
- D
- E
- F
- G
- H
- I
- J
- K
- L
- M
- N
- O
- P
- Q
- R
- S
- T
- U
- V
- W
- X
- Y
- Z

## I
- Chemin de l'Île-des-Saint-Pères
- Chemin de l'Île-Fanac

- Haut – A
- B
- C
- D
- E
- F
- G
- H
- I
- J
- K
- L
- M
- N
- O
- P
- Q
- R
- S
- T
- U
- V
- W
- X
- Y
- Z

## J
- Allée Jacques-Tati
- Avenue Jamin
- Avenue Jean-Jaurès
- Rue Jean-Mermoz
- Allée Jean-Moulin
- Avenue Jean-d'Estienne-d'Orves
- Allée Jean-Paul-Sartre
- Avenue Jeanne-d'Arc
- Avenue de Joinville
- Avenue Joseph-Jougla
- Avenue Joyeuse
- Impasse Jules-Rousseau

- Haut – A
- B
- C
- D
- E
- F
- G
- H
- I
- J
- K
- L
- M
- N
- O
- P
- Q
- R
- S
- T
- U
- V
- W
- X
- Y
- Z

## L
- Villa Lapointe
- Avenue Lefèvre
- Square Léo-Lagrange
- Rue de la Liberté
- Allée Louis-Jouvet
- Allée Louise-Michel

- Haut – A
- B
- C
- D
- E
- F
- G
- H
- I
- J
- K
- L
- M
- N
- O
- P
- Q
- R
- S
- T
- U
- V
- W
- X
- Y
- Z

## M
- Rue Mabilleau
- Avenue de Madrid
- Avenue Marceau
- Rue Marcel-Carné
- Boulevard du Maréchal-Leclerc
- Rue Marie-Rose
- Avenue de la Marne
- Passage de la Marne
- Quai de la Marne
- Avenue de la Mésange
- Avenue Molette
- Rue Moret
- Place Mozart

- Haut – A
- B
- C
- D
- E
- F
- G
- H
- I
- J
- K
- L
- M
- N
- O
- P
- Q
- R
- S
- T
- U
- V
- W
- X
- Y
- Z

## N
- Avenue Naast
- Avenue de Nantes
- Rue Nouvelle

- Haut – A
- B
- C
- D
- E
- F
- G
- H
- I
- J
- K
- L
- M
- N
- O
- P
- Q
- R
- S
- T
- U
- V
- W
- X
- Y
- Z

## O
- Rue du 11 novembre 1918
- Avenue Oudinot

- Haut – A
- B
- C
- D
- E
- F
- G
- H
- I
- J
- K
- L
- M
- N
- O
- P
- Q
- R
- S
- T
- U
- V
- W
- X
- Y
- Z

## P
- Rue de la Paix
- Avenue Palissy
- Square de Palissy / Bir-Hakeim
- Avenue du Parc
- Rue de Paris
- Rue Pasteur
- Avenue Pauline
- Allée de la Péniche
- Avenue des Peupliers
- Avenue Pierre-Allaire
- Quai Pierre-Brossolette
- Avenue Pierre-Mendès-France
- Avenue de la Plage
- Avenue des Platanes
- Boulevard de Polangis
- Quai de Polangis
- Allée du Pont Olin
- Rue du Port
- Rue du Pourtour-des-Écoles
- Avenue du Président-John-Fitzgerald-Kennedy
- Avenue du Président-Wilson
- Square de Presles

- Haut – A
- B
- C
- D
- E
- F
- G
- H
- I
- J
- K
- L
- M
- N
- O
- P
- Q
- R
- S
- T
- U
- V
- W
- X
- Y
- Z

## Q
- Rue du 42e-de-Ligne
- Square du Québec

- Haut – A
- B
- C
- D
- E
- F
- G
- H
- I
- J
- K
- L
- M
- N
- O
- P
- Q
- R
- S
- T
- U
- V
- W
- X
- Y
- Z

## R
- Avenue Racine
- Rue Raspail
- Avenue Ratel
- Allée Raymond-Nègre
- Avenue de la République
- Carrefour de la Résistance-Joseph-Belbéoch
- Rue des Réservoirs
- Rue Robard
- Square de la Roseraie
- Villa Rousseau
- Place de Runnymede

- Haut – A
- B
- C
- D
- E
- F
- G
- H
- I
- J
- K
- L
- M
- N
- O
- P
- Q
- R
- S
- T
- U
- V
- W
- X
- Y
- Z

## S
- Avenue de Sévigné

- Haut – A
- B
- C
- D
- E
- F
- G
- H
- I
- J
- K
- L
- M
- N
- O
- P
- Q
- R
- S
- T
- U
- V
- W
- X
- Y
- Z

## T
- Avenue Théodore
- Avenue des Tilleuls
- Rue Transversale

- Haut – A
- B
- C
- D
- E
- F
- G
- H
- I
- J
- K
- L
- M
- N
- O
- P
- Q
- R
- S
- T
- U
- V
- W
- X
- Y
- Z

## U
- Place Uranie

- Haut – A
- B
- C
- D
- E
- F
- G
- H
- I
- J
- K
- L
- M
- N
- O
- P
- Q
- R
- S
- T
- U
- V
- W
- X
- Y
- Z

## V
- Rue Vauban
- Rue Vautier
- Rue du Viaduc
- Place de Verdun
- Avenue Vergnon
- Square Vergnon

- Haut – A
- B
- C
- D
- E
- F
- G
- H
- I
- J
- K
- L
- M
- N
- O
- P
- Q
- R
- S
- T
- U
- V
- W
- X
- Y
- Z